# Sultan

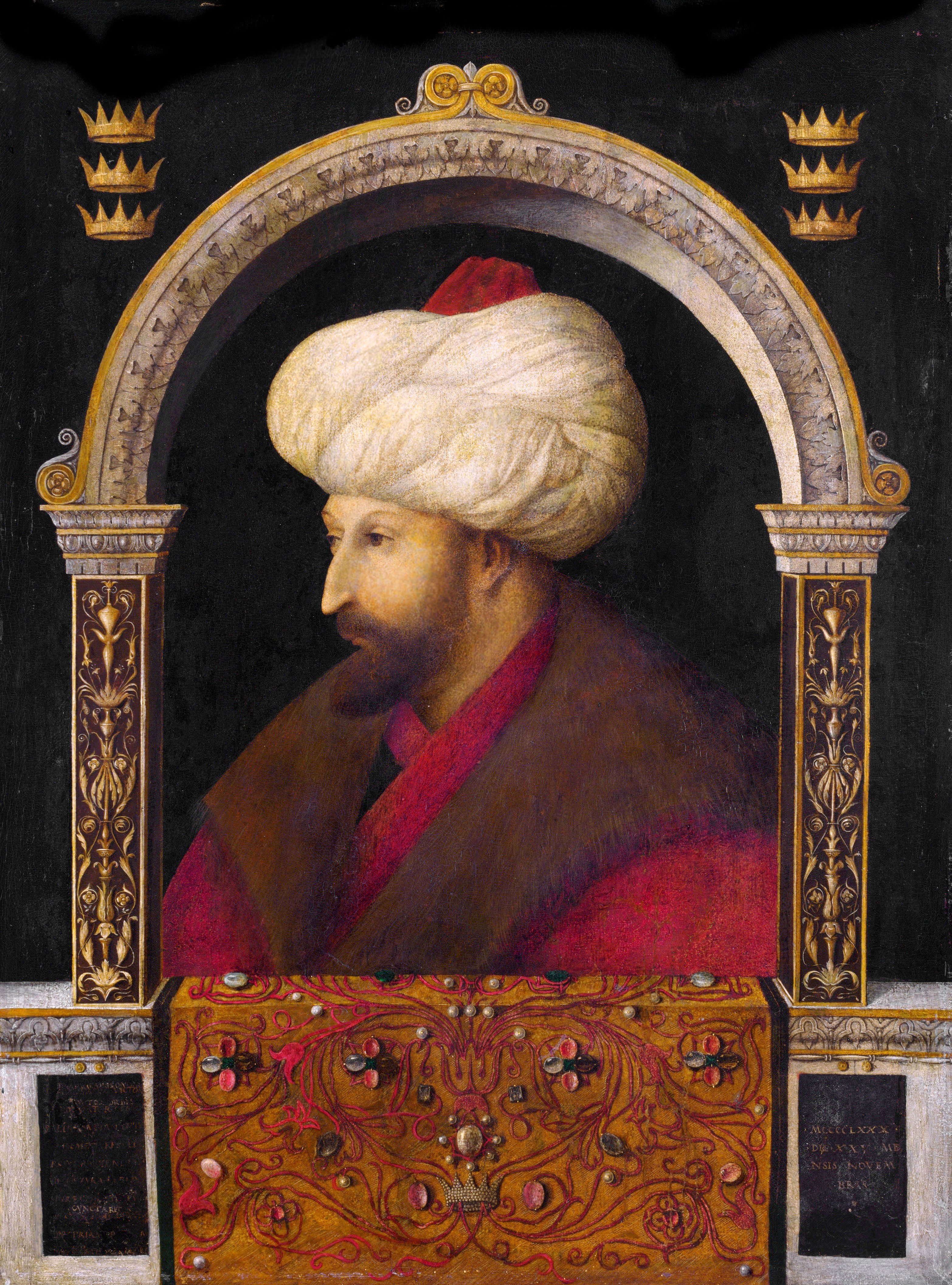
Sultan Mehmed II của đế quốc Ottoman

Sultan (phiên âm tiếng Việt: xun-tan; tiếng Ả Rập: سلطان Sultān) là một tước hiệu chỉ vua của ở các xứ mà Hồi giáo được tôn là quốc giáo, và có nhiều ý nghĩa qua các thời kì. Ban đầu sultan là một danh từ trừu tượng trong tiếng Ả Rập có nghĩa là "sức mạnh", "quyền lực" hoặc "sự thống trị". Vào khoảng năm 1000, sultan trở thành vương hiệu và đến khoảng năm 1250 thì được dùng rộng rãi ở nhiều nước ở châu Phi và một phần châu Á (chủ yếu ở Nam Á, nơi Hồi giáo phát triển mạnh).
Theo các từ điển Anh-Việt hay Pháp-Việt (như ở đây), sultan được dịch là "vua Thổ Nhĩ Kỳ" (The Sultan), hay "Vua (của một số nước Hồi giáo)". Ngoài ra, nhiều tài liệu cũng dịch chức này là "quốc vương", "hoàng đế", "Hồi vương"...
Một lãnh thổ do sultan thống trị gọi là sultan quốc (tiếng Anh: سلطنة, tiếng Anh: sultanate). Các thứ tiếng như Anh, Pháp cũng dùng theo danh từ này, phát âm chệch đi đôi chút. Theo các từ điển Anh-Việt, "sultanate" nghĩa là "ngôi vua ở các nước Hồi giáo".
Tại đế quốc Ottoman, mẹ của một sultan đang trị vì được gọi là valide sultan, có thể dịch là hoàng thái hậu.
Những nữ hoàng cai trị các sultanat được gọi là sultana. Những người vợ của sultan cũng được gọi là sultana. Nhưng theo ý kiến của một số người, chỉ có những hoàng hậu, hoàng phi nào giúp chồng lo việc trị nước mới được gọi là sultana.

## Lịch sử

### Vị sultan đầu tiên
Vào khoảng năm 900, đế quốc Abbas, có lãnh thổ trải từ Trung Á đến Bắc Phi, bị suy yếu. Các khalip đứng đầu đế quốc này chỉ còn thực quyền ở thủ đô Bagdad và một ít đất đai khác. Khắp nơi, các tổng đốc đổi các tỉnh thành các nước độc lập, và thôn tính lẫn nhau. Các tổng đốc này thường được gọi là êmia. Lại có các êmia cai quản các địa hạt cấp nhỏ hơn, như một, hai thành trì. Các êmia nhỏ này thường phải khéo ngoại giao và khéo chọn phe để tồn tại.
Khoảng năm 940, loạn lớn, nhà Abbas tưởng đã mất ngôi. Lúc bấy giờ có 3 anh em họ Buya đứng lên dẹp loạn, tái lập lại uy quyền của khalip ở các tỉnh trung ương, đại khái vùng Iraq và Iran. Người trẻ nhất trong 3 anh em à Ahmad ibn Buway chiếm được thủ đô Bagdad năm 945 và được phong tước « amîr al-umarâ' » (êmia của các êmia), cũng hay gọi là « đại êmia ». Từ đó họ Buya nắm quyền chính trong triều và trở thành một triều đại truyền được hơn 100 năm, nối nhau áp chế các khalip.

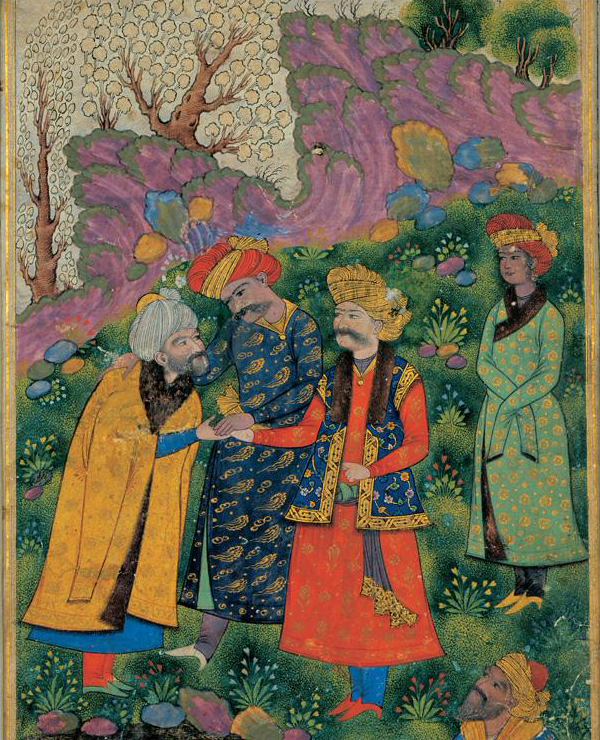
Tranh "Mahmud và
Ayaz"
Sultan Mahmud của Ghazni mặc áo đỏ, bắt tay giáo trưởng Ayaz. Đứng bên phải ông là Shah Abbas I, trị vì khoảng 600 năm sau. Bảo tàng Nghệ thuật hiện đại, Tehran, Iran.

Xuất xứ từ một tỉnh của đế quốc Abbas, tiếp nối theo nhà Samani, đế quốc Ghaznavi ở một phần của Trung Á, Iran và Ấn Độ chuyển sang một giai đoạn bành trướng mạnh dưới thời Mahmud của Ghazni (997 - 1030). Vị quốc trưởng này tỏ ý không thần phục nhà Buya, nên không muốn mang tước hiệu êmia. Ông ta cũng không muốn tranh chức khalip , nên đã chọn cho mình một vương hiệu mới là sultan.

### Nhà Đại Seljuk
Những năm cuối đời, Mahmud của Ghazni đã phải chật vật đối phó với họ Seljuk nổi lên trong lãnh thổ. Họ này, dưới sự lãnh đạo của thủ lĩnh Togrul Beg, đã chiếm được phần lớn đế quốc Ghaznavi vào năm 1040. Sau đó, Togrul Beg tiến về phương tây, chiếm trọn lãnh thổ nhà Buya và thay nhà này kềm chế các khalip. Ông và các hậu duệ mang tước hiệu sultan, đóng đô ở Isfahan, nhân danh khalip truyền mệnh lệnh cho các êmia.

### Vài triều đại kế tiếp
Họ Seljuk không thống nhất được lâu. Họ phân chia thành các nước lớn nhỏ, trong số đó vua vài nước cũng xưng là sultan như nhà Seljuk của Tiểu Á (1077 - 1307) hay nhà Seljuk của Hamadan (1118 - 1194).
Một triều đại xưng sultan nổi tiếng kế tiếp là nhà Ayyub. Nhà này do Salah ad-Din, mệnh danh Saladin Khôn Ngoan khởi đầu ở Ai Cập năm 1169. Ông nhận lệnh của khalip từ Bagdad và thống lĩnh nhiều êmia chiến tranh với Thập Tự Quân.
Trong các thế kỷ kế tiếp, thêm nhiều nước đã có vua xưng sultan, từ Maroc phía tây cho đến các tiểu quốc ở Indonesia phía đông. Gần Việt Nam đã có những sultan ở Philippines, Malaysia, Thái Lan và Indonesia. Họ cùng tước hiệu này để biểu trưng sự gắn bó của họ với đạo Hồi, và cũng thường với hàm ý tôn trọng khalip.
Năm 1383, khalip bóng mờ của Cairo phong chức sultan cho Murad I của đế quốc Ottoman đang mạnh lên; các vua Ottoman trước đó chỉ là êmia hay bey - nhỏ hơn sultan. Một trường hợp đặc biệt, các sultan của đế quốc Ottoman, từ năm 1517 trở đi, thường kiêm xưng luôn tước hiệu khalip.

### Những vị "nữ sultan"
Vị nữ sultan đầu tiên cai trị trên danh nghĩa của chính mình (trước đó đã có những người mẹ nhiếp chính cho các sultan còn thơ ấu) có lẽ là Sultana Razya (1236 - 1240) thuộc nhà Mamluk (Vương quốc Hồi giáo Delhi) của Ấn Độ (vùng Bắc Ấn). Bà đã kiến lập nhiều trường học, hàn lâm viện, trung tâm nghiên cứu, và thư viện công cộng. Bà không cho mọi người gọi bà là sultana mà phải gọi sultan. Theo bà, chỉ có các hậu, phi vợ của sultan mới là sultana.
Chand Sultana, tức Chand Bibi đã làm nhiếp chính cho xứ của chồng là xứ Bijapur từ năm 1580 đến năm 1590. Sau đó bà lại làm nhiếp chính cho quê hương bà là xứ Ahmednagar vùng Mumbai từ năm 1596 đến năm 1599. Bà biết nhiều thứ tiếng, trong đó có tiếng Ả Rập, tiếng Ba Tư, tiếng Kannada, tiếng Marathi và tiếng Thổ Nhĩ Kỳ.
Đế quốc Ottoman có một giai đoạn gọi là « Thời Nữ Đế » (tiếng Thổ Nhĩ Kỳ: kadinlar saltanati) kéo dài khoảng 130 năm. Trong giai đoạn này, nhiều bà thái hậu, hoặc thái hoàng thái hậu như Kosem Sultan (1589 - 1651) đã nhiều lần chấp chính thay con cháu còn chưa khôn lớn.
Ở xứ Sulu, vợ của sultan có danh hiệu là "panguian", chứ không phải "sultana".

## Hiện đại
Ngày nay, danh hiệu sultan vẫn còn được dùng tại:
- Brunei. Hassanal Bolkiah, vị sultan thứ 29 của tiểu quốc này đã được xếp hạng là người giàu nhất thế giới năm 1997.
- Cộng hoà Indonesia. Chức sultan vẫn còn được cha truyền con nối tại:
  - 3 triều đình của Cirebon.
  - Triều đình của Pontianak.
  - Triều đình của Ternate.
  - Triều đình của Tidore.
  - Triều đình của Yogyakarta.
- 7 trong 9 xứ họp thành liên bang Malaysia: Johor, Kedah, Kelantan, Pahang, Perak, Selangor và Terengganu. Cả bảy xứ này đều nằm ở bán đảo Mã Lai.
- Xứ Oman ở bán đảo Ả Rập.

## Các chức tước
Ít được biết đến hơn, danh từ sultan còn được dùng để đặt tên chức tước hay cấp bậc trong quân đội.
Tại hãn quốc Astrakhan của người Thát Đát, sultan là tên của một phẩm tước dành cho quý tộc.
Tại đế quốc Ba Tư sau thế kỷ thứ XV, sultan là một cấp bậc trong quân đội suýt soát ngang với cấp Đại úy tại châu Âu.

## Họ và tên
Sultan cũng là họ và tên của nhiều người. Tên Sultan là một tên thông dụng trong phái nam, tên Sultana bên phái nữ thì hiếm hơn.
Một số người mang tên Sultan đã trở thành nổi tiếng như:
- Tippu Sultan, vua xứ Mysore ở miền nam Ấn Độ từ năm 1782 đến năm 1799. Ông xưng hiệu là Padishah (Vương Chủ).
- Nursultan Nazarbayev, tổng thống xứ Kazakhstan từ năm 1990. Nursultan là ghép từ hai chữ Nur (tiếng Ả Rập: ánh sáng) và sultan.
- Sultan bin Abdul Aziz Al Saud, đông cung thái tử vương quốc Ả Rập Xê Út từ ngày 1 tháng 8 năm 2005.